# Anglais philippin
L'anglais philippin (similaire et apparenté à l'anglais américain) est une variété d'anglais propre aux Philippines, utilisée par les médias et la grande majorité des Philippins. Le code de langue IETF de l'anglais philippin est en-PH.
L'anglais est enseigné dans les écoles comme l'une des deux langues officielles du pays, l'autre étant le philippin (tagalog). En raison de la nature hautement multilingue des Philippines, l'alternance codique est très usitée dans tous les domaines, du cadre occasionnel aux situations formelles, ainsi par exemple : le taglish (tagalog mâtiné d'anglais) ou le bislish (anglais avec une des langues bisayas),,,,.

## Histoire

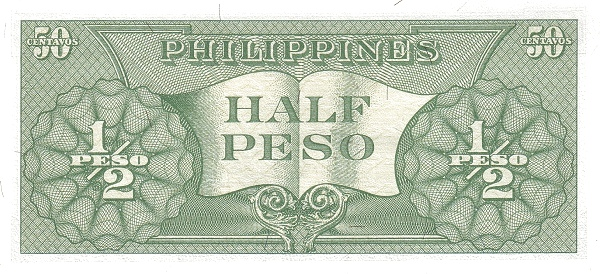
Un billet de 50 centavos avec indice en anglais philippin.

## Orthographe et grammaire
Les lois et décisions de justice philippines, à de très rares exceptions près, sont rédigées uniquement en anglais. L'anglais est également utilisé dans l'enseignement supérieur, les affaires religieuses, la presse écrite et audiovisuelle et les affaires. La plupart des Philippins sont bilingues et parlent anglais. Pour les domaines hautement techniques tels que les soins infirmiers, la médecine, l'informatique, l'anglais est la langue privilégiée par les manuels et la communication. Très peu préféreraient des livres hautement techniques en philippin ou dans la langue régionale. Les films et les émissions de télévision en anglais ne sont généralement pas doublés dans la plupart des chaînes à l'exception de quelques-unes comme Tagalized Movie Channel.
L'anglais faisant partie des programmes du primaire au secondaire, de nombreux Philippins écrivent et parlent couramment l'anglais philippin, bien qu'il puisse y avoir des différences de prononciation. Aux Philippines, cependant, la plupart des écoles sont dotées d'enseignants qui parlent l'anglais philippin et, par conséquent, des différences notables par rapport à l'anglais américain dont il est dérivé sont observables.
L'anglais philippin suit traditionnellement l'orthographe et la grammaire de l'anglais américain (avec peu de similitude avec l'anglais britannique), sauf en ce qui concerne la ponctuation ainsi que les notations de date. Par exemple, une virgule ne précède presque jamais l'élément final d'une énumération. À l'exception de certains locuteurs (comme les présentateurs des journaux télévisés), même dans les médias de langue anglaise, les dates sont également souvent lues avec un cardinal au lieu d'un nombre ordinal (par exemple « January one » au lieu de « January first ») même si la forme écrite est la même. Cela est principalement dû au fait que les Philippins ont appris à compter cardinalement les nombres en anglais, ce qui a donc été appliqué à leur style de lecture. Lors de la lecture de la notation jour-mois-année utilisée par certains secteurs du gouvernement, elle peut être prononcée comme « one January » ou réarrangée en « January one ».
Les tautologies comme la redondance et le pléonasme sont courantes malgré l'accent mis sur la brièveté et la simplicité dans la rédaction des phrases. Ils sont communs à de nombreux locuteurs, en particulier parmi les générations les plus âgées. L'explication possible est que les professeurs d'anglais qui sont venus aux Philippines ont appris la grammaire à l'ancienne, ils ont donc répandu ce style aux étudiants qu'ils servaient. Les exemples les plus représentatifs sont : « At this point in time » et « ... will be the one ... » (ou « ... will be the one who will ... ») au lieu de « now » et « ... will ... ». Par exemple « I will be the one who will go ... », est préféré à « I will go ... ».